# Eduard J. Verger
Eduard Josep Verger i Hervàs (Carlet, la Ribera Alta, 18 de març de 1949) és un poeta, traductor i crític literari valencià.
Estudià Filosofia i Lletres a la Universitat de València. El 1979 fundà i dirigí la revista literària Cairell, un dels òrgans més característics del moviment renovador de la literatura catalana dels anys setanta al País Valencià. Fins al 1986 no apareixeria el seu primer llibre, Com si morís, molt ben acollit per la crítica. La seva poesia ha estat definida com «una reflexió densa i serena, rica i profunda», en «versos cristal·litzats pel foc i esmolats pel vent a través dels quals veiem un paisatge d'erms, de tràngols marins, de fosca. Un itinerari de solitud completa, nit obscura de l'ànima». Dirigí amb Joan Fuster la col·lecció Biblioteca d'Autors Valencians, de la Institució Valenciana d'Estudis i Investigació, entre 1981 i 1997. Ha publicat poemes i articles en revistes com Reduccions, L'Espill, Saó, Caplletra, Caràcters, als periòdics Diario de Valencia, Levante-EMV, El País, i ha estat antologat a Bengales en la fosca (1987), La poesia valenciana contemporània, un passadís emocionat cap al segle XXI (1995), Ész és mámor / Raó i follia. XX. századi katalán költők / Poetes catalans del segle XX (1997) i Vosaltres, paraules. Vint-i-cinc anys de poesia al País Valencià (2003). Com a crític, ha publicat diverses antologies, entre elles una extensa Antologia de poetes valencians en tres volums, i estudis especialment sobre la Renaixença valenciana i sobre la poesia de Joan Roís de Corella. Com a traductor, és autor de versions en català de poesia francesa (Stéphane Mallarmé, Paul Éluard, Jean Tardieu, Yves Bonnefoy), hongaresa (Attila József, György Somlyó, Sándor Petőfi), i xinesa (Li Bai).

## Obres
Poesia
- Com si morís (Gregal Llibres, València), 1986.
- Tres peces apòcrifes (Media Vaca, València), 1999.
- Terra pensada (Art Lanuza, Altea), 2003.

Crítica
- Antologia de poetes valencians, 3 vols. (IVEI, València), 1984, 1985 i 1988.
- La poesia valenciana de la Restauració (1874-1902), (Caplletra, Universitat de València), 1988.
- Poesia de la Renaixença (Edicions Tres i Quatre, València), 1994.
- Poesías de Joan Roís de Corella, edició i versió al castellà (Denes, València), 2004.

Traduccions
- Attila József, Poemes / Versek (Gregal Llibres, València), 1987, en col·laboració amb Kálmán Faluba.
- Jean Tardieu, Una veu sense ningú (Bromera, Alzira), 1989.
- Jean Tardieu, Vénen a buscar el senyor Jean (Edicions Tres i Quatre, València), 1991.
- Paul Éluard, Capital del dolor (Alfons el Magnànim, València), 1991.
- Marcel Proust, La mort de Bergotte (Germania, Alzira), 1995.
- Yves Bonnefoy, Del moviment i de la immobilitat de Douve (Alfons el Magnànim, València), 1996.
- Li Bai, Ebri de lluna (Edicions 96, Carcaixent), 2008.

## Premis i reconeixements
- Viola d'Or dels Jocs Florals de la Llengua Catalana, 1975.[7]
- Premi Cavall Verd de traducció poètica, de l'Associació d'Escriptors en Llengua Catalana, 1988.[8]